# 鄞县史氏
鄞县史氏，又称东钱湖史氏、四明史氏，为宋代显赫家族，出自鄞县（今浙江宁波）。有“一门三宰相，四世两封王，五尚书，七十二进士”，“满朝文武，半出史门”，“一朝紫衣贵，皆是四明人”之称。

## 家族成员
- 史成
  - 史简：追封冀国公
    - 史诏（1057-1129）：追封太师、越国公
      - 史师仲（1082-1124）：累赠太师、越国公
        - 史浩（1106-1194）：绍兴十四年进士，右丞相，封魏国公、会稽郡王，卒谥文惠；追封为越王，改谥忠定。
        - 史淵
        - 史溥
        - 史源
        - 史涓（1120-1202），追赠中散大夫。
          - 史弥久
          - 史弥林

      - 史师才
      - 史师木
        - 史湛
        - 史渐，累贈太师、齐国公。

      - 史师禾
        - 史濟
          - 史弥谨

      - 史师光
        - 史浤

- 史浩
  - 史弥大
    - 史守之
      - 史司卿

  - 史弥正
    - 史實之
      - 史顯卿
        - 史徽孫（1234年—1306年），寿春推官，入元不仕。

    - 史安之
    - 史定之

  - 史弥远（史浩第三子）（1164年—1233年），宁宗朝右丞相，封鲁国公，封会稽郡王，追封为卫王，谥忠献。
    - 史宽之
    - 史宅之（1205年—1249年），绍定赐同进士出身，吏部尚书，同知枢密院，朱金紫光禄大夫。封奉化郡开国公、太师、齐国公。谥忠清。
      - 史唐卿

    - 史宇之（1216年—1293年），绍定六年进士，兵部尚书、观文殿学士、正奉大夫。
      - 史吉卿
      - 史兗卿
      - 史嘉卿
        - 史佾孫（1278年—1375年）
          - 史公敬

      - 史彭卿
      - 史韋卿

  - 史弥坚（1166年—1232年），直奉大夫、兵部尚书；卒赠资政殿大学士。
    - 史賓之，中奉大夫、荆湖北道转运使。
      - 史榘卿，历官承务郎、温州永嘉县尹。

- 史渐
  - 史弥
  - 史弥思
  - 史弥忠，淳熙十四年进士，资政殿学士、金紫光禄大夫，赠少师、保宁军节度使，齐国公，谥文靖。
    - 史嵩之，嘉定十三年进士，宋理宗朝左丞相，封鲁国公、永国公，谥庄肃。
      - 史玠卿

    - 史巋之
    - 史巖之（1193年—1270年），嘉定十年进士，资政殿学士、银青光禄大夫。
      - 史珌卿

    - 史嶷之
    - 史嶤之

  - 史弥恕
  - 史弥悆
  - 史弥巩（1172年—1250年），嘉定十年进士，华文阁直学士，婺州知州。
    - 史肎之
      - 史范卿
      - 史萊卿
      - 史蒙卿
      - 史蘇卿
      - 史芳卿
      - 史萬卿

    - 史能之
    - 史有之
      - 史莘卿
        - 史駉孙，泰定元年进士，国子助教。

    - 史冑之
    - 史育之
    - 史肖之

  - 史弥忞
    - 史望之
      - 史儀卿
        - 史遂伯
          - 史公珽，史彥伯季子，嗣史遂伯

  - 史弥應